# Dr. P.A. Tiele-Stichting
De Nederlandse Dr. P.A. Tiele-Stichting -  is vernoemd naar de bibliograaf en bibliothecaris dr. P.A. Tiele (1834-1889) en is in 1953 opgericht. 
Sinds 2003 heeft de stichting de vorm van een samenwerkingsverband voor boekwetenschap waarin vrijwel alle wetenschappelijke en marktgelieerde organisaties en instellingen op dit terrein zijn vertegenwoordigd. Naast deze aangesloten organisaties zijn er ook donateurs.
De Dr. P.A. Tiele-Stichting wil de boekwetenschap in Nederland bevorderen. Zij doet dat door het instellen van leerstoelen,  uitvoeren van wetenschappelijk onderzoek,  uitgeven van wetenschappelijke publicaties, en organisatie van symposia, congressen, lezingen etc.
Voor 'boek' en 'boekwetenschap' hanteert de Tiele-Stichting de volgende definities.
Bij het medium boek gaat het om handgeschreven en gedrukte boeken, maar ook om periodieke publicaties en elektronische media. 
Boekwetenschap omvat het cultuurhistorisch, economisch, sociaal-cultureel, sociologisch en professioneel onderzoek naar het boek en het leesgedrag en ook het onderwijs op deze gebieden, alsmede de archivering, conservering en ontsluiting van relevante documenten en gegevens.
Nadat voor het onderwijs en onderzoek in de boekwetenschap gewone leerstoelen en docentschappen waren gevestigd - eerst aan de Universiteit van Amsterdam, en vervolgens ook aan de Universiteit Leiden en andere universiteiten - zijn door de Tiele-Stichting enige nieuwe bijzondere leerstoelen ingesteld voor diverse specialisaties binnen het gebied van de boekwetenschap. 
Anno 2018 zijn er drie Tiele-leerstoelen: een aan de Universiteit van Amsterdam, en twee aan de Universiteit Leiden. Sinds 1 september 2002 is prof. dr. Paul Hoftijzer bijzonder hoogleraar in de geschiedenis van het Nederlandse boek in de vroegmoderne tijd aan de Universiteit Leiden. De Tiele-Stichting heeft prof. dr. A.H. van der Weel per 1 april 2005 benoemd tot Bohn-hoogleraar in de moderne geschiedenis van het boek (met name in de 19e en 20e eeuw) en van de bedrijfseconomische en technische ontwikkeling van de boekensector. De derde Leidse Tiele-leerstoel wordt bezet door prof. G.A. Unger. Hij was van september 2006 tot 2012 hoogleraar in de Typografische Vormgeving aan de Universiteit Leiden. De Tiele-leerstoel aan de Universiteit van Amsterdam wordt sinds april 2009 ingenomen door prof. dr. Ariana Baggerman.
De Nederlandse Boekhistorische Vereniging is vertegenwoordigd in het bestuur van de Dr. P.A. Tiele-Stichting.

## Hoogleraren aan de Universiteit van Amsterdam
- 1954-1961: Prof. mr. Herman de la Fontaine Verwey (1903-1989)
- 1956-1968: Prof. dr. Gerrit Willem Ovink (1912-1984)
- 1969-1978: Prof. Theodoor Peter Loosjes (1908-1998)
- 1983-1988: Prof. dr. Ernst Braches (1930)
- 1992-2002: Prof. dr. Paul Gerardus Hoftijzer (1954)
- 2002-2008: Prof. dr. Marika Keblusek (1965)
- 2009-heden: Prof. dr. Janna Aartje Baggerman (1959)

## Hoogleraren aan de Universiteit Leiden
- 2002- Paul Hoftijzer
- 2005- Adriaan van der Weel
- 2007-2012 Gerard Unger

## Tiele-lezingen
- Tiele-lezing 2018: Adriaan van der Weel: Achter het lezen van schermen
- Tiele-lezing 2017: Max Haring: De auteur als klant – leren van wetenschappelijk Open Access publiceren?
- Tiele-lezing 2016:
- Tiele-lezing 2015: Jeffrey van der Hoeven: Linked Open Data. Samenhang op het world wide web
- Tiele-lezing 2014: Marieke van Delft: We leven in een bezeten wereld
- Tiele-lezing 2013: Maarten van Steenbergen: Boeken voor de barbaren. Uitgeven in het Googletijdperk
- TIele-lezing 2012: Arne Gast: De Buitenspiegel
- Tiele-lezing 2011: Eppo van Nispen tot Sevenaer: Het nachtkastje ofwel de zoektocht naar de Dikke Man
- Tiele-lezing 2010: Jos de Haan: De trage acceptatie van snelle media
- Tiele-lezing 2009: Hans Willem Cortenraad: Centraal Boekhuis
- Tiele-lezing 2008: Joan Hemels: Uitgever in de wetenschap (over Henk Prakke)
- Tiele-lezing 2007: Ronald Soetaert: De zin van verhalen
- Tiele-lezing 2006: Ludo Simons: Over koninklijke en andere bibliotheken
- Tiele-lezing 2005: Joost Kist: Wat doet een uitgever nog in de 21ste eeuw?
- Tiele-lezing 2004: Gerard Unger: Veranderend lezen, lezend veranderen
- Tiele-lezing 2003: Frans A. Janssen: Verleden en toekomst van het gedrukte boek
- Tiele-lezing 2002: Paul Hoftijzer: De lof der boekdrukkunst
- Tiele-lezing 1983: R.E.M. van den Brink: De ontwikkeling van de Nederlandse boekenuitgeverij sinds 1945

## Publicatie
- Hannie van Goinga: De geschiedenis van de Dr. P.A. Tiele-Stichting, 1953-2003. Zutphen, Walburg Pers, 2003. ISBN 9789057302695